# Phasicnecus citrinoides
Phasicnecus citrinoides är en fjärilsart som beskrevs av Ugo Dall'asta och Poncin 1980. Phasicnecus citrinoides ingår i släktet Phasicnecus och familjen Eupterotidae. Inga underarter finns listade i Catalogue of Life.